# Cugney
Cugney ist eine Gemeinde im französischen Département Haute-Saône in der Region Bourgogne-Franche-Comté.

## Geographie
Cugney liegt auf einer Höhe von 240 m über dem Meeresspiegel, neun Kilometer nordnordwestlich von Marnay und etwa 27 Kilometer nordwestlich der Stadt Besançon (Luftlinie). Das Dorf erstreckt sich im Süden des Départements, auf dem Plateau, das sich westlich der Monts de Gy ausdehnt, an der Quelle der Tenise.
Die Fläche des 11,39 km² großen Gemeindegebiets umfasst einen Abschnitt der leicht gewellten Landschaft zwischen den Talebenen von Ognon im Süden und Saône im Norden. Der Hauptteil des Gebietes wird von einem Plateau eingenommen, das durchschnittlich auf 250 m liegt. Es ist aus einer Wechsellagerung von sandig-mergeligen und kalkigen Schichten der oberen Jurazeit und des Tertiärs aufgebaut. Für die Entwässerung nach Nordwesten zur Saône sorgt die Ténise. Das Plateau wird überwiegend landwirtschaftlich genutzt, doch gibt es auch einige Waldflächen. Nach Norden erstreckt sich das Gemeindeareal bis in den Bois de Grilley. Im Süden steigt das Gelände leicht an und gipfelt auf den Höhen des Bois de Cugney. Hier wird mit 315 m die höchste Erhebung von Cugney erreicht.
Nachbargemeinden von Cugney sind Onay und Velloreille-lès-Choye im Norden, Colombine und Charcenne im Osten, Avrigney-Virey, Tromarey und Bonboillon im Süden sowie Venère im Westen.

## Geschichte
Überreste einer Villa aus der gallorömischen Zeit weisen auf eine sehr frühe Besiedlung des Gebietes hin. Im Mittelalter gehörte Cugney zur Freigrafschaft Burgund und darin zum Gebiet des Bailliage d’Amont. Seit dem 12. Jahrhundert ist die Pfarrei Cugney belegt. Im Jahr 1257 wird die Kastlanei Cugney erwähnt. Zusammen mit der Franche-Comté gelangte das Dorf mit dem Frieden von Nimwegen 1678 definitiv an Frankreich.

## Sehenswürdigkeiten
Die Kirche Saint-Valère wurde im 18. Jahrhundert im klassischen Stil erbaut. Zur reichen Innenausstattung gehören Mobiliar aus dem 17. und 18. Jahrhundert, eine Statue der Vierge de Pitié (15. Jahrhundert), ein reich geschnitzter Holzaltar (18. Jahrhundert) und eine Grabplatte aus Marmor. Von der mittelalterlichen Burg sind nur noch wenige Überreste sichtbar. Das heutige Schloss beherbergt ein Museum (Fahrzeuge, Phonographen und Radioapparate aus der Zeit von 1860 bis 1950).

## Bevölkerung
| Jahr                       | 1962 | 1968 | 1975 | 1982 | 1990 | 1999 |
| Einwohner                  | 155  | 141  | 139  | 127  | 133  | 156  |
| Quellen: Cassini und INSEE |      |      |      |      |      |      |

Mit 206 Einwohnern (1. Januar 2022) gehört Cugney zu den kleinen Gemeinden des Département Haute-Saône. Nachdem die Einwohnerzahl in der ersten Hälfte des 20. Jahrhunderts deutlich abgenommen hatte (1881 wurden noch 321 Personen gezählt), wurde seit Beginn der 1980er Jahre wieder ein leichtes Bevölkerungswachstum verzeichnet.

## Wirtschaft und Infrastruktur
Cugney war bis weit ins 20. Jahrhundert hinein ein vorwiegend durch die Landwirtschaft (Ackerbau, Obstbau, Weinbau und Viehzucht) und die Forstwirtschaft geprägtes Dorf. Heute gibt es einige Betriebe des lokalen Kleingewerbes. In den letzten Jahrzehnten hat sich das Dorf zu einer Wohngemeinde gewandelt. Viele Erwerbstätige sind deshalb Wegpendler, die in den größeren Ortschaften der Umgebung ihrer Arbeit nachgehen.
Die Ortschaft ist verkehrstechnisch gut erschlossen. Sie liegt nahe der Hauptstraße D12, die von Pesmes nach Gy führt. Weitere Straßenverbindungen bestehen mit Venère, Choye, Onay und Velloreille-lès-Choye.